# Libertario
El término libertario se caracteriza por su polisemia. Etimológicamente, la palabra «libertario» significa «partidario de la libertad», y puede ser un antónimo de autoritario, de determinista, o de esclavista, lo que dependerá del significado de la palabra «libertad» que se esté usando. Los diferentes usos de «libertario» provienen principalmente de la filosofía metafísica y de la filosofía política y la correcta asignación de significado necesita dilucidarse a través del contexto de la materia de estudio, la ideología política de las fuentes, el ambiente geográfico y cultural, y la etapa histórica en que dicha palabra es utilizada. Los significados que la palabra tiene en español son mayoritariamente tomados de orígenes y contextos fuera del mundo hispanohablante.
El primer uso conocido de la palabra «libertario» significa «partidario de la libre elección», en un contexto teológico y metafísico, y se registra originalmente en la Inglaterra del siglo XVIII como «libertarian». Este uso aún se encuentra vigente en los debates intelectuales y académicos sobre las perspectivas filosóficas sobre la libertad. Sin embargo, el uso de la palabra «libertario» es mayoritariamente conocido en el campo de la filosofía política; refiriéndose a su vez a dos diferentes credos políticos, como son el anarquismo y el libertarismo, que tienen en común afirmar defender la «libertad del individuo», pero desde distintos principios filosóficos y distintas tradiciones históricas.
Pese a sus diferencias de contenido, un aspecto que comparten los dos usos más comunes del término «libertario» en el contexto de la filosofía política es que ambos provienen de la intención de evitar otros términos para autodefinir a los partidarios del anarquismo y del libertarismo, aunque por diferentes motivos. El uso del término «libertario» en el caso del anarquismo proviene históricamente del idioma francés («libertaire») y empezó a usarse para evitar el término «anarquista» por las prohibiciones legales francesas de usar esta palabra a finales del siglo XIX; aunque varias décadas después, en una parte de la cultura política francesa de la mitad del siglo XX, se le dio el significado de un compañero de ruta moderado del anarquismo (simpatizante, mas no seguidor). El uso del término «libertario» en el caso del libertarismo proviene históricamente del idioma inglés («libertarian») y comienza a usarse primero para evitar el término «liberal» con el fin de eliminar confusiones de comunicación en el debate político estadounidense de mediados del siglo XX y, luego, para definir al partidario del libertarismo desde la segunda mitad del siglo XX.
«Libertario» es usado también como adjetivo para referirse a los eventos históricos del independentismo de determinadas naciones, usando el sentido de la palabra como redención o liberación, aunque este uso está menos estudiado.

## El uso del término en la Historia de las ideas

### Antónimo de determinismo
El término «libertario» se utilizó por primera vez por los librepensadores de finales de la Ilustración, refiriéndose a aquellos que creen en el libre albedrío, en oposición al necesitarismo, una filosofía ahora en relativo desuso, aunque aun existente, que postula una especie de determinismo. La palabra «libertario» (libertarian) se registra por primera vez en 1789, acuñada por el historiador británico William Belsham, en una discusión contra el libre albedrío desde el punto de vista determinista del autor. Este debate metafísico y filosófico entre libertarismo y determinismo continuaría hasta el temprano siglo XIX, especialmente en el campo de la teología protestante. El Diccionario Merriam-Webster, en inglés, da constancia de este antiguo uso del término libertarian o libertario al describir su significado como «un defensor de la doctrina del libre albedrío» y, recogiendo una definición amplia, también dice que es «una persona que sostiene los principios de libertad individual especialmente en pensamiento y acción».

### Sinónimo de republicano
Ya en 1796, "libertario" pasó a significar un defensor de la libertad, en el sentido de un simpatizante del republicanismo, cuando el London Packet publicó el 12 de febrero lo siguiente: "Recientemente salieron de la prisión de Bristol, 450 de los libertarios franceses". Se volvió a utilizar con un sentido republicano en 1802 en un breve artículo que criticaba un poema del "autor de Gebir" y desde entonces se ha utilizado políticamente.

### Sinónimo de anarquista clásico o socialista

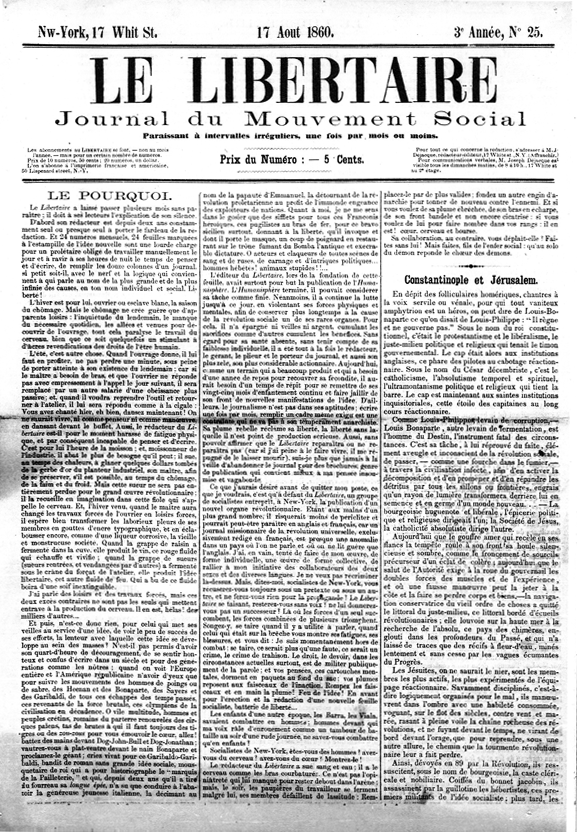
Le Libertaire, periódico del movimiento social, Nueva York n° 25, 17 de agosto de 1860.

Posteriormente, y en un sentido político, en el siglo XIX, la palabra libertario (del francés libertaire) fue mencionada por Joseph Déjacque en una carta de mayo de 1857 titulada De l'Être-Humain mâle et femelle, dirigida a Pierre-Joseph Proudhon en un sentido «izquierdista». Déjacque, escritor y militante anarcocomunista francés, utilizó el término en oposición a liberal al no estar de acuerdo con Proudhon, al que tachaba de «anarquista a medias, liberal y no libertario». Contra el conservadurismo de Proudhon en materia de tradiciones y costumbres, Déjacque reivindicaba la paridad de sexos, así como la libertad del deseo en una sociedad impregnada de explotadores, autoritarios y convencionalismos. También usó este término como título de un periódico en francés que él mismo publicó en Nueva York entre junio de 1858 y febrero de 1861, Le Libertaire, Journal du mouvement social, título tomado desde entonces por varias publicaciones ulteriores. Se inspiró en un modelo entonces extendido entre los socialistas utópicos, quienes hacían uso de términos tales como proletario, igualitario, fraternitario, etc.
El término francés se popularizó como un eufemismo de anarquismo en los años 1890, especialmente en el sector editorial, debido a la aprobación de las lois scélérates, cuando las publicaciones anarquistas fueron prohibidas por ley en Francia. Y luego el uso se extendió entre las distintas corrientes del anarquismo clásico como el mutualismo, el anarcoindividualismo, el anarcocomunismo, el anarcocolectivismo, entre otras.
Esta palabra llega al español desde el francés entre finales del siglo XIX e inicios del siglo XX, y se populariza su definición tomada del ideario anarquista. Por ello tenemos que en algún momento del siglo XX el Diccionario de la Real Academia Española recoge la palabra libertario y la define como «que defiende la libertad absoluta y, por lo tanto, la supresión de todo gobierno y de toda ley». En España desde la revolución anarcosindicalista de 1936, en los ambientes del movimiento obrero español el término «movimiento libertario» puede ser usado como sinónimo de movimiento anarquista español. El término «socialismo libertario» proviene de este significado en contraste con lo que los seguidores de esta ideología llaman «socialistas autoritarios» para referirse al marxismo, pero que pese a ello asumen que comparten una misma tradición histórica dentro del socialismo.

#### Intento de distinción
Según Simon Luck, en su tesis de doctorado en ciencias políticas:

« Con posterioridad, con la aparición de nuevos movimientos contestatarios en la segunda mitad del siglo XX, los términos "anarquista" y "libertario" con frecuencia fueron cada vez más utilizados para designar realidades parcialmente distintas: el vocablo « anarquista » así era reservado a los partidarios de la abolición del Estado, del capitalismo, y de las religiones, mientras que el adjetivo « libertario » era aplicado al conjunto de experiencias militantes alternativas y antiautoritarias. Pero corresponde señalar que esta distinción marcaba una diferencia semántica mucho más que ideológica y práctica, ya que el conjunto de corrientes entonces se centraba en lo fundamental en los valores esenciales, tales como la igualdad, la autonomía, la promoción de las expresiones personales, y la contestación del funcionamiento de la democracia. »

En los años 1960-70, una corriente surgida de los nuevos movimientos sociales de Europa Continental se utilizó el término libertario, al tiempo que tomaba sus distancias respecto del vocablo anarquista, al que se lo consideraba «sectario» y «pasado de moda». Así, el concepto atribuido al movimiento libertario desbordó y sobrepasó al que se asociaba con el movimiento anarquista. En este contexto, surgieron nuevos medios de comunicación, como por ejemplo las publicaciones Actuel y Libération, así como nuevas figuras intelectuales libertarias tales como Michel Onfray, Philippe Corcuff, Daniel Colson, Normand Baillargeon, Ruwen Ogien, Miguel Benasayag, etc.
En la esfera cultural, algunos creadores se identificaron entonces como libertarios, rechazando o alejándose de la etiqueta anarquista: Albert Camus es un claro ejemplo, aunque por cierto en una posición similar también podría citarse a Jacques Prévert, Boris Vian, Robert Desnos, Étienne Roda-Gil, etc. Algo similar también podría señalarse en el área de la cinematografía, con creadores tales como Jean-Pierre Mocky, y Luis Buñuel.

### Sinónimo de individualista filosófico
Existe registro del uso de «libertario» (del inglés libertarian) como sinónimo de «individualista» en filosofía política. Esta definición amplia incluyó tanto a liberales clásicos como a anarcoindividualistas y otros radicales de la libertad individual, sin diferenciar su apoyo a un sistema económico en concreto ni su teoría del Estado, en el contexto de los Estados Unidos de inicios del siglo XX. En 1913 se publica el libro Liberty and the Great Libertarians, una recopilación de diferentes autores «libertarios» en el sentido descrito y realizada por Charles Sprading, donde queda constancia de este uso que fue un antecedente del uso de «libertario» como capitalista y liberal radical en las siguientes décadas - como lo manifiesta Robert LeFevre en 1975.
En 1938 el polímata William James Sidis recomendó la palabra «libertario» para referirse a una filosofía de libertad individual y gobierno limitado —aunque él no fue un partidario del libre mercado. Sidis registró con su testimonio que el término ya se estaba utilizando en los Estados Unidos en el sentido de una democracia respetuosa de los derechos individuales antes de su sugerencia.

### Sinónimo de liberal de libre mercado

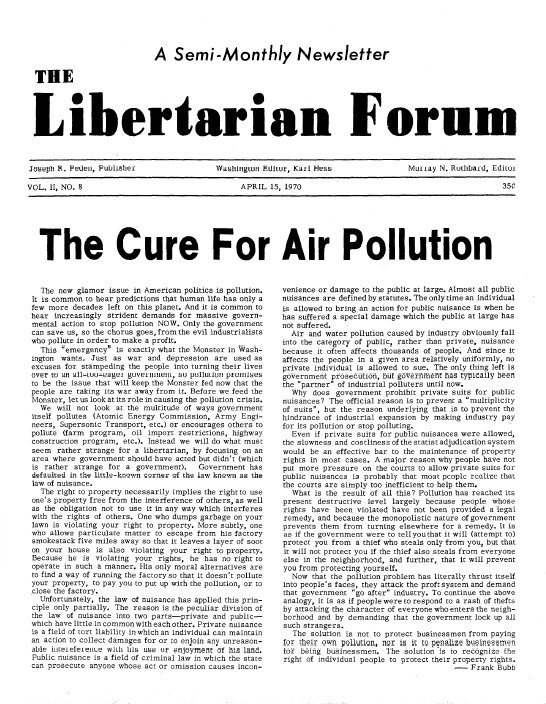
Portada de The Libertarian Forum, periódico libertario (del inglés libertarian en el sentido promercado) de 1970 fundado por Murray Rothbard.

En la década de los 30 en Estados Unidos los partidarios de Franklin Roosevelt usaron frecuentemente la palabra «liberal» para referirse a ellos mismos, perdiendo el significado tradicional en ese país que se refería a un partidario de los derechos individuales y del libre mercado, la palabra “liberal” en inglés pasó a ser sinónimo de “social-demócrata” por lo que para los «liberales laissez faire» era complicado distinguirse por el nombre. Previamente, en 1923, el periodista H.L. Mencken se describe a sí mismo como «libertario» en un sentido laissez faire, aunque fue un caso aislado.
Con este antecedente a partir de la década de 1940 se propone el uso del término inglés libertarian como sinónimo de «individualista pro libre mercado» cuando Leonard Read comienza a llamarse a sí mismo «libertario» (del inglés libertarian) en contraste con «liberal moderno» y para evitar llamarse liberal clásico que, según Read, «clásico» daría una impresión de «viejo, obsoleto y tallado en piedra». Más tarde en 1955 Dean Russell promueve también el uso de la palabra «libertarismo» (del inglés libertarianism). Desde la década de 1950 su uso se incrementaen la década de 1970 identificando la filosofía individualista que apoya la libertad individual en lo civil y la libre mercado en lo económico. Este uso último del término libertario da como resultado que, por ejemplo, una filosofía relativamente reciente como el anarcocapitalismo sea identificada también como «anarquismo libertario», sin que esto sea una redundancia de términos.
En ciencias políticas el pensamiento libertario es visto como una iteración del siglo XX del liberalismo manchesteriano de Inglaterra de mediados del siglo XIX.
Los pensadores libertarios, que aparecen principalmente en los Estados Unidos de mediados del siglo XX, retomaron el camino intelectual del «manchesterismo» europeo del siglo XIX —este último se caracterizó por colocar en el centro de su reflexión política y activismo a las ideas laissez faire o de libre mercado presentes en las tradiciones intelectuales del liberalismo clásico y del movimiento ilustrado. También se ha llegado a catalogar al libertarismo como una versión del liberalismo manchesteriano que se acerca a un tipo de «anarquismo de derecha» originada en el siglo XX, la cual es una filosofía partidaria del capitalismo de libre mercado.
El uso de origen anglo de la palabra libertario en el sentido de un partidario de la propiedad privada o del capitalismo de libre mercado ha sido utilizado por la Enciclopedia de Filosofía de Stanford, que define que «los libertarios apoyan derechos fuertes de libertad individual y propiedad privada». Otras fuentes, como The American Heritage Dictionary, entienden la palabra la idea de libertades individuales y gobierno limitado, al definir a un libertario como «alguien que defiende maximizar los derechos individuales y minimizar el rol del Estado». El uso en español de libertario en el sentido de liberal de libre mercado ya se usaba en las últimas décadas del siglo XX y se ha utilizado en algunos medios de comunicación en los primeros años del siglo XXI.
Por otra parte, libertarios como Jeffrey Tucker defienden rehabilitar el término «liberal» como tradicionalmente había significado.